# Forest Hill (stacja kolejowa)
Forest Hill – stacja kolejowa w Londynie, na terenie London Borough of Lewisham, zarządzana przez London Overground i obsługiwana przez tego przewoźnika jako część East London Line.  Zatrzymują się na niej również pociągi firmy Southern, w ramach kursów po Brighton Main Line. W roku statystycznym 2008/09 ze stacji skorzystało ok. 3,024 mln pasażerów.